# Gears of War (serie)
Gears of War es una serie de videojuegos y de cómics del género shooter en tercera persona y acción-aventura, desarrollada por Epic Games y The Coalition. Los seis juegos que actualmente integran la serie tienen lugar en el planeta ficticio Sera y se centran en una guerra entre humanos y unas criaturas conocidas como Locust. En Gears of War, el protagonista es Marcus Fenix, un soldado o «Gear» en la Coalición de Gobiernos Ordenados, lleva a su equipo en una misión para instalar la bomba de masa ligera y destruir a la horda de Locust en sus fortalezas subterráneas. La secuela Gears of War 2 tiene lugar seis meses después de los acontecimientos del primer juego, y sigue al Escuadrón Delta y el ejército CGO, que lanza un asalto directo contra la hondonada en un esfuerzo por poner fin a la guerra. La tercera entrega, Gears of War 3, trata sobre Marcus y compañía en busca de Adam Fenix para poner fin al arco argumental actual, este es el juego más trabajado de toda la saga. El 19 de marzo de 2013 se estrenó Gears of War: Judgment, siendo este una precuela de la saga principal. A diferencia de la trilogía original, el personaje principal es Damon Baird junto con Augustus Cole. El juego introduce novedades importantes tanto en el modo campaña como en el multijugador. Después de la saga de Halo, Gears of War es la segunda propiedad más importante para Microsoft en su marca Xbox, cosechando unas ventas totales de 32 millones de copias para finales del 2019.

## Argumento
Gears of War transcurre en un planeta ficticio llamado Sera, el cual tiene un historial de conflictos que lo llevaron al borde de la destrucción. Tras una crisis en la demanda mundial de energía, los humanos descubrieron bajo tierra la Imulsión. Este líquido radiactivo se transformó en una fuente de energía clave una vez que los científicos descubriesen cómo utilizarlo. El control de la Imulsión llevó a una guerra de 79 años (conocida como la guerra del péndulo) en la cual lucharon las dos potencias del planeta Sera, Coalición de Gobiernos Ordenados (CGO) y la Unión de Repúblicas Independientes (URI) hasta que, la CGO ganó la guerra gracias a la tecnología del martillo del alba y anexó a la URI.
Tres semanas después aproximadamente, los seres humanos fueron atacados por los Locust, una raza de seres que vivían bajo tierra. Gran parte de la humanidad fue aniquilada durante el primer ataque de la Horda Locust, también conocido como "Día de la Emergencia". En ese momento la CGO tomó el mando y dio los pasos necesarios para asegurar la supervivencia de la raza humana, instaurando la ley marcial y luchando contra los Locust.
La mayoría de los supervivientes se refugiaron en una ciudad llamada Jacinto situada sobre una meseta de roca dura que la Horda no podía perforar. En ese momento la COG empleó la táctica "tierra quemada", que consistía en disparar rayos láser orbitales sobre la superficie del planeta antes de que los Locust capturan sus principales ciudades. Las fuerzas COG y la Horda Locust siguieron en guerra, cada uno anhelando la destrucción completa del otro.

## Videojuegos

### Serie principal

#### Gears of War
Gears of War es un videojuego de disparos en tercera persona desarrollado por Epic Games utilizando el motor de videojuego Unreal Engine 3. Gears of War fue publicado en Estados Unidos el 7 de noviembre de 2006.
El videojuego ya ha vendido más de 5 millones de unidades por todo el globo.

#### Gears of War 2
Gears of War 2 es un videojuego táctico en tercera persona creado por la compañía desarrolladora Epic Games y anunciado por Microsoft para su distribución exclusiva en la consola Xbox 360; es la secuela del aclamado título Gears of War: Emergence Day. El videojuego fue presentado por primera vez el 20 de febrero de 2008 por el programador y diseñador del proyecto, Cliff Bleszinski, durante la Conferencia de Desarrolladores de Videojuegos (Game Developers Conference) y fue lanzado al mercado el 7 de noviembre de 2008, utilizando una mejorada versión del reconocido motor gráfico Unreal Engine 3.

#### Gears of War 3
Gears of War 3 también desarrollado por Epic Games y publicado por Microsoft Game Studios exclusivamente para Xbox 360. Es la tercera entrega de la serie Gears of War y el juego final en la actual historia del arco. Originalmente se publicaría para en el mes de abril de 2011, pero su salida se retrasó para el 20 de septiembre de ese mismo año.

#### Gears of War: Judgment
Epic Games en colaboración con People Can Fly registraron "Gears of War: Judgment",. Así como un logotipo de acompañamiento que utiliza el símbolo del engranaje. Es una precuela ya que está ambientado 30 días después del Día-E. La historia de Gears of War 1 sucede 14 años después.
Salió a la venta el 19 de marzo de 2013 teniendo a Damon Baird y a Augustus Cole, junto con dos nuevos personajes como protagonistas.

#### Gears of War 4
Este es un nuevo juego de Gears of War que ha sido desarrollado por el Estudio The Coalition, en la conferencia de Xbox One del E3 2015 se mostró un gameplay de 6 minutos, en el cual dejan ver que contara con nuevos protagonistas y con un ambiente notablemente más sombrío del que estábamos acostumbrados, esta entrega será una secuela del gears of war 3. Esta nueva entrega saldrá para la consola Xbox One en octubre de 2016.

#### Gears 5
En septiembre de 2019 fue lanzada la quinta entrega de la saga, realizada también por The Coalition, y en la que tiene como protagonista a Kait, nuevos modos de juegos en línea, e incluso un editor de mapas.

### Otros juegos

#### Gears of War: Ultimate Edition
The Coalition remasterizó el juego original creado por Epic Games, actualizándolo gráficamente, en jugabilidad y otras aspectos, como opciones gráficas a 1080p 60 FPS y mejoras en 4k en Xbox One X.

#### Gears POP!
Se lanzó para ios con los muñecos POP! de la compañía Funko, dentro del universo Gears of War. El juego es de acción y estrategia y tendremos decenas de muñecos para coleccionar.

#### Gears Tactics
Un juego de estrategia basado en Gears of War se lanzó para Windows y Xbox One el 28 de abril de 2020.

### Juegos Cancelados

#### Gears Of War Exile
Era un juego próximo a lanzarse, según confirmó su desarrolladora Epic Games que daría seguimiento a la franquicia de Gears of war, pero no de manera continua, sino que sería un reinicio de la franquicia. Se planeaba lanzarse en Kinect de la consola Xbox 360 en 2012, pero fue cancelado.

## Ventas
Las ventas totales de la saga son aproximadamente de 32 millones de copias para Gears of War hasta noviembre de 2019.